# إيزابيل ويلد بيركنز
إيزابيل ويلد بيركنز (بالإنجليزية: Isabel Weld Perkins) هي فاعلة خير أمريكية، ولدت في 3 مارس 1876 في بوسطن في الولايات المتحدة، وتوفي بنفس المكان في 3 نوفمبر 1948.